# Wilhelm Körte
Friedrich Heinrich Wilhelm Körte (født 24. marts 1776 i Aschersleben, død 28. januar 1846 i Halberstadt) var en tysk litteraturhistoriker.
Körte skrev adskillige arbejder, af hvilke de om Gleim (biografi 1811, brevsamlinge 1803, 1806, nye oplag 1811-13, 1841) og F.A. Wolf (1833) har haft et bestændig værdi.